# Датэ Мунэнари
Маркиз Датэ Мунэнари (яп. 伊達 宗城, 1 сентября 1818 — 20 декабря 1892) — восьмой глава владения Увадзима в период бакумацу, а также политик раннего периода Мэйдзи.

## Ранняя жизнь
Мунэнари родился в Эдо, четвёртый сын хатамото Ямагути Наокацу. Мунэнари, тогда известный как Камэсабуро 亀三郎, был кандидатом на усыновление даймё Увадзимы 7-го поколения, потому что не имел наследника, Датэ Мунэтады, поскольку отец Наоко был 5-м даймё Увадзимы, Датэ Муратоки.

## Лидер рода
Мунэнари унаследовал председательство рода в 1844 году. "Тайро" Ии Наосукэ приказал прекратить род в 1858 году. Мунэнари был помещён под домашний арест.
Он вернул себе важности в последующие годы политического маневрирования в Киото, как член совещательного партии кобу гаттай (公武合体 "объединение двора и бакуфу"). Позже в 3 году Бункю (1863), как сторонник кобу-гаттая, он стал членом императорской совещательного совета ("санё-кайги" 参与会議), вместе с Мацудайра Катамори и другими даймё-единомышленниками.

## Национальный лидер
После падения сёгуната в 1868 году Мунэнари принял активное роль в новом императорском правительстве; Увадзима как хан также была активно вовлечена в военную кампанию войны Босин (1868—1869).
Мунэнари был ключевой фигурой международных отношений Японии раннего периода Мэйдзи. В 1871 году будучи представителем правительства Японии он подписал Японско-цинское соглашение о дружбе (日清修好条規) вместе с Ли Хунчжаном, вице-королём династии Цин Китая.
Также в 1871 в Японии была отменена система ханов, что полностью освободило Мунэнари от его политических связей с Увадзимой. В 1881 года Мунэнари сопровождал короля Королевства Гавайи Калакауа, во время первого государственного визита в Японию действительного главы государства в его записанной истории. При новой системе титулов он сначала стал графом, но впоследствии был повышен в маркизы.
Мунэнари умер в Имадо в Токио в 1892 году в возрасте 74 лет.

## Галерея

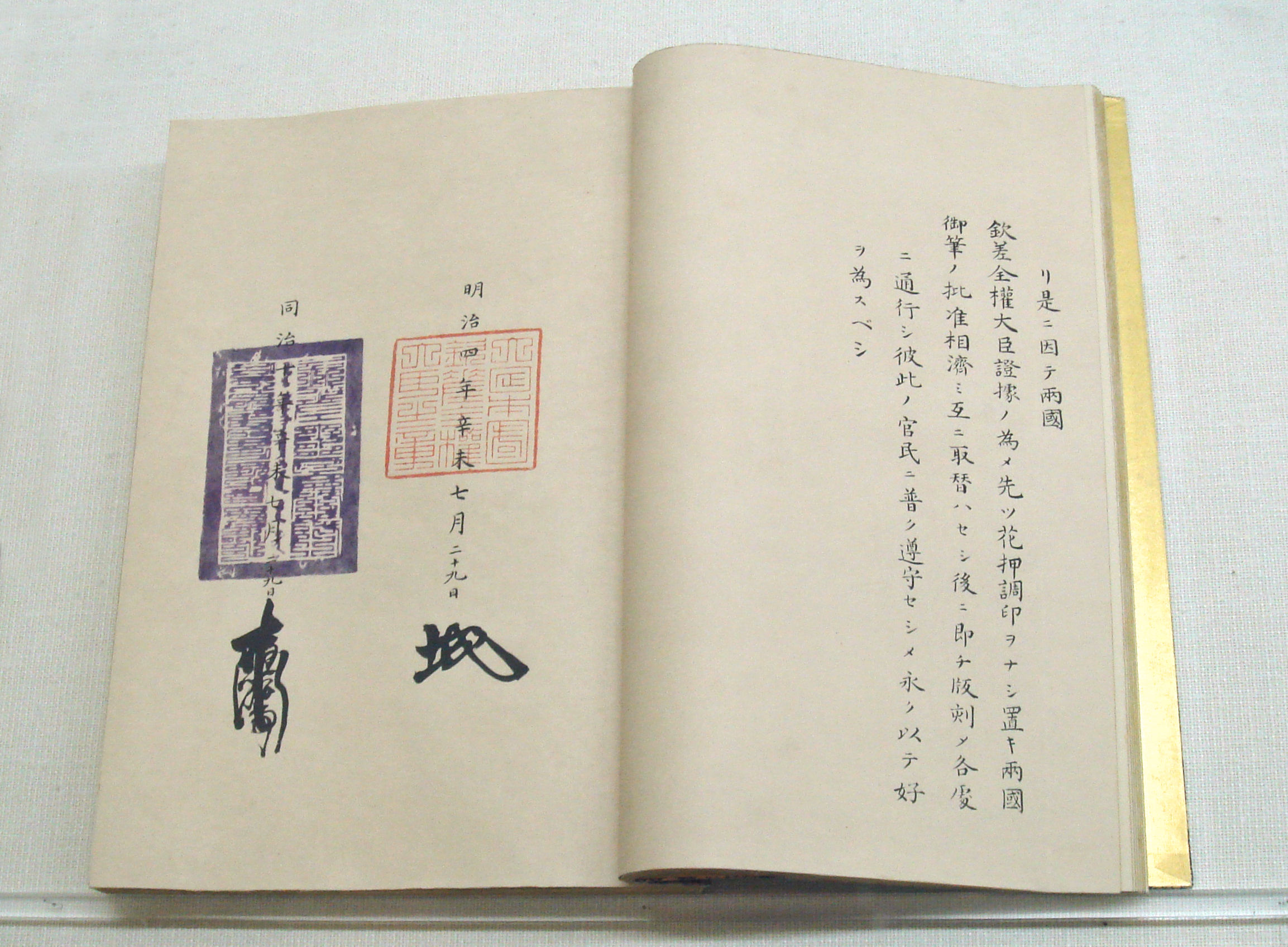
Японско-цинское соглашение о дружбе, 13 сентября 1871. Соглашение было подписано в Тяньцзине Датэ Мунэнари и Ли Хунчжаном
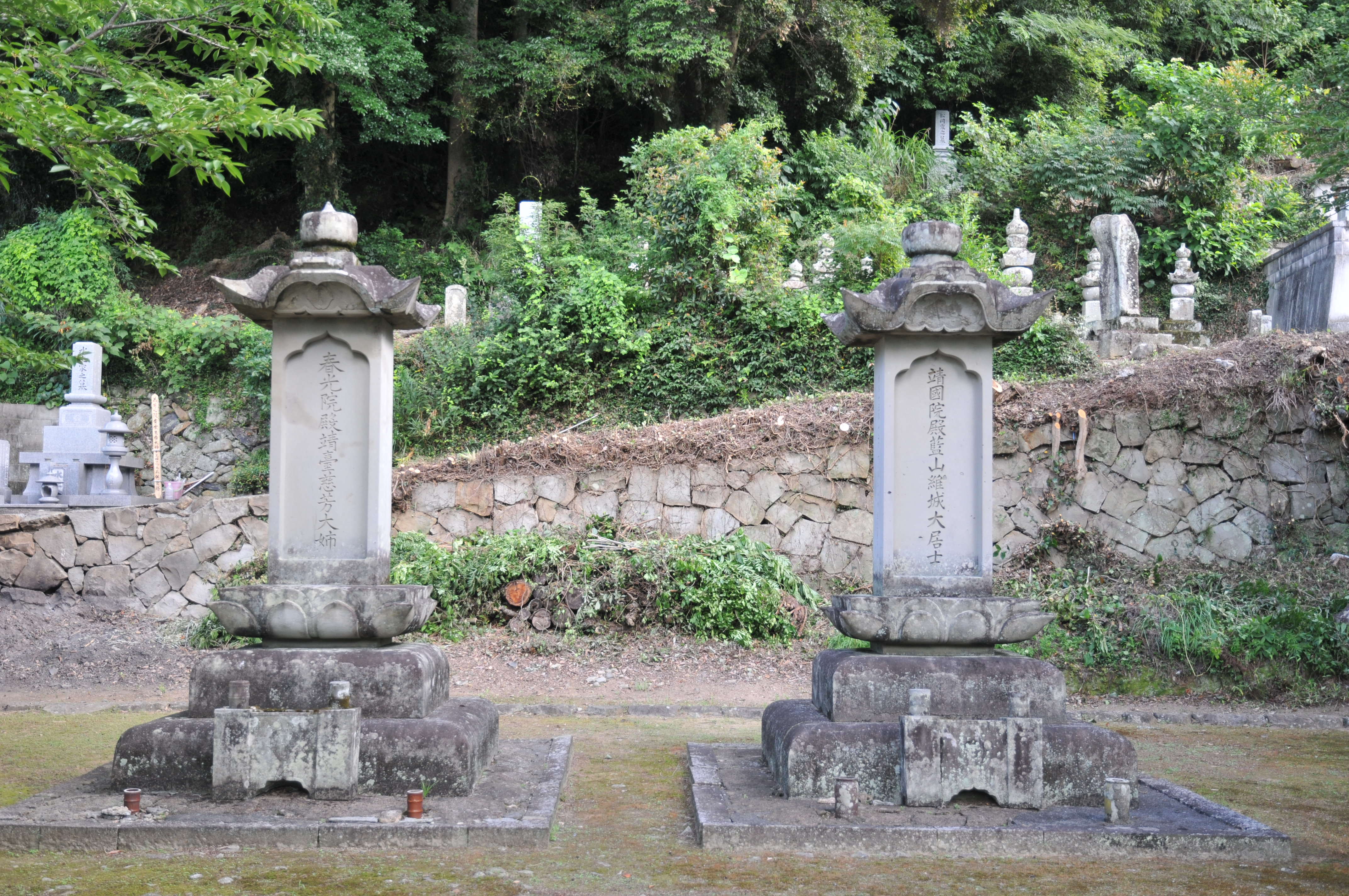
Могила Датэ Мунэнари (справа) в Увадзиме

## Для дальнейшего чтения
- Date Munenari 伊達宗城. «Date Munenari zaikyō nikki». Tokyo: Nihon shiseki kyōkai 日本史籍協会, 1916.
- Hyōdō Ken’ichi 兵頭賢一. «Date Munenari Kō-den» 伊達宗城公傳. Annotated by Kondō Toshifumi 今藤俊文. Tokyo: Sōsendo shuppan 創泉堂出版, 2005.
- Kusunoki Seiichirō 楠精一郎. «Retsuden Nihon kindaishi: Date Munenari kara Nobusuke Kishi made» 列伝・日本近代史: 伊達宗城から岸信介まで. Tokyo: Asahi Shinbunsha 朝日新聞社, 2000.
- Miyoshi Masafumi 三好昌文. «Bakumatsu ki Uwajima-han no dōkō: Date Munenari wo chūshin ni: Dai ikkan» 幕末期宇和島藩の動向: 伊達宗城を中心に: 第一卷. Uwajima: Miyoshi Masafumi 三好昌文, 2001.
- «Tokugawa Nariaki, Date Munenari ōfuku shokanshū» 徳川斉昭・伊達宗城往復書翰集. Edited by Kawachi Hachirō 河內八郎. Tokyo: Azekura Shobō 校倉書房, 1993.
- Holzinger, Conrad. «The Collapse of the Tokugawa Bakufu, 1862—1868». Honolulu: University of Hawai’Press, 1980.